# Partizipationsfront des islamischen Iran

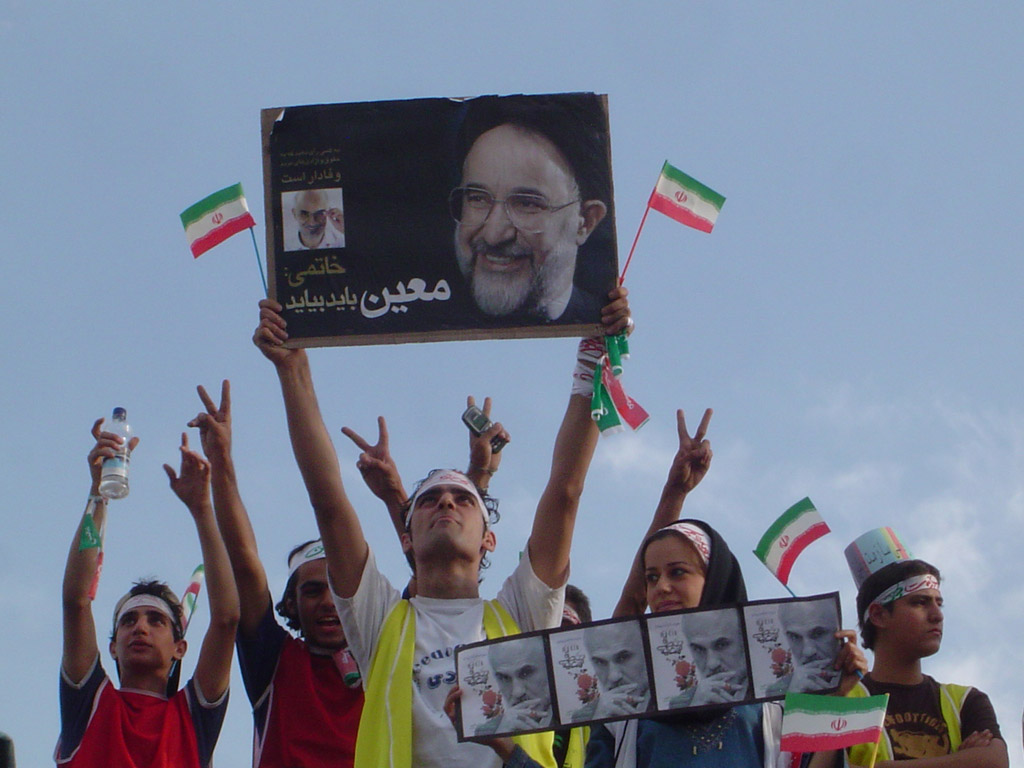
Anhänger der Reformer im Wahlkampf 2005 mit Plakaten von Moin und Chatami

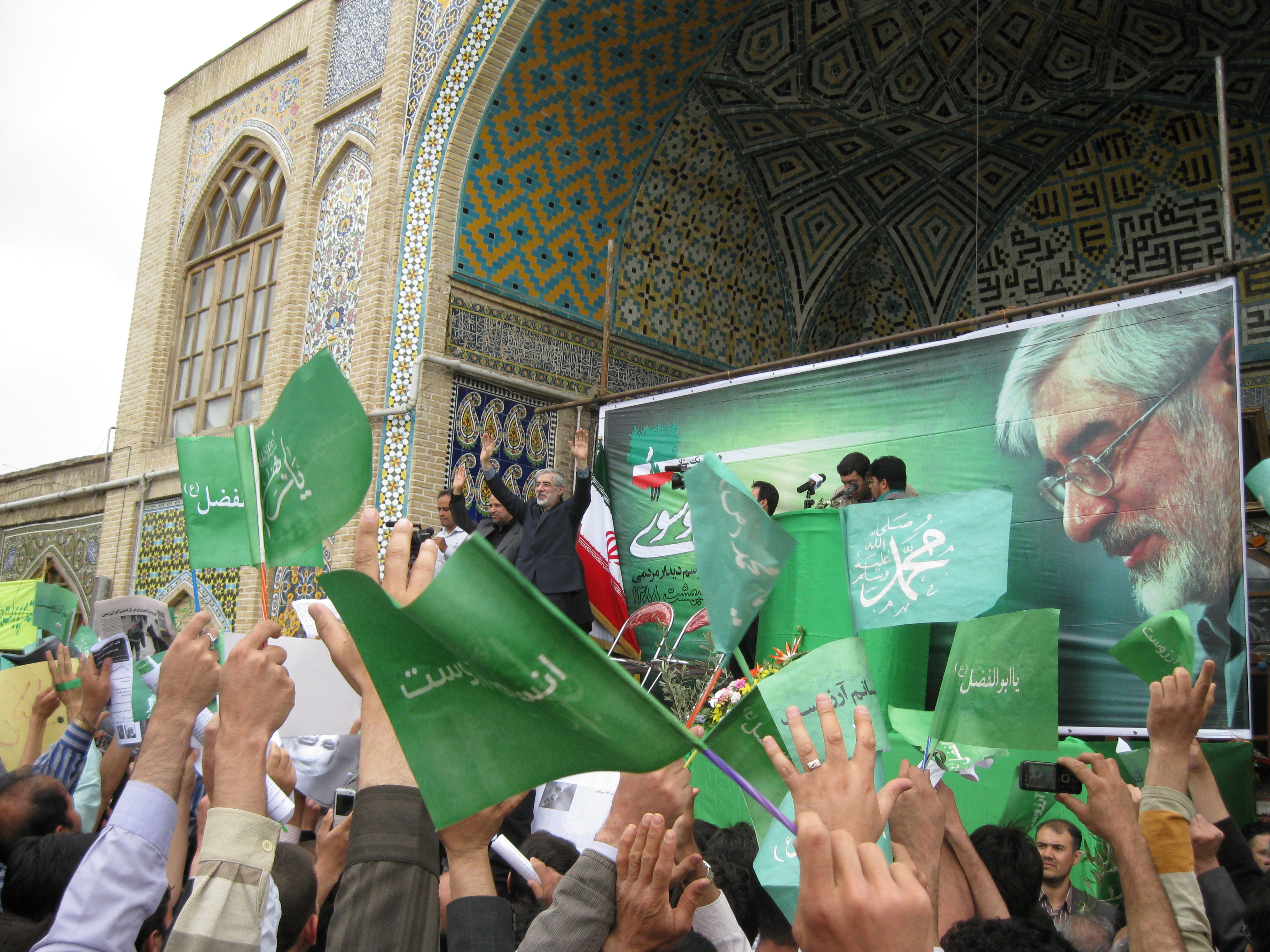
Wahlkampfveranstaltung von Mir Hossein Mussawi vor den Präsidentschaftswahlen 2009

Die Partizipationsfront des islamischen Iran (PII; persisch جبهه مشارکت ایران اسلامی Dschebhe-ye Moscharekat Iran-e Eslami, auch Kooperationsfront des islamischen Iran), kurz auch Mos(c)harekat, ist eine seit 1997 bestehende politische Partei des sogenannten reformerischen Lagers im Iran.

## Gründung und Position
Die PII wurde nach Angaben des MEMRI-Mitarbeiters Wahied Wahdat-Hagh im Vorfeld der Präsidentschaftswahlen 1997 zur Unterstützung des reformerischen Kandidaten und späteren Wahlsiegers Mohammad Chatami gegründet (Radio Free Europe spricht vom September 1998 als Gründungszeitpunkt). Ihr Generalsekretär war bis zum 8. August 2006 dessen Bruder Mohammad-Reza Chatami. Mohammad Chatami war selbst kein Mitglied der PII. Das Entscheidungsorgan der Partei ist ein dreißigköpfiger Zentralrat, der auf dem jährlich abgehaltenen Parteitag gewählt wird und dem momentan auch Said Hajjarian angehört.
Die PII setzt sich für eine Reformierung des politischen Systems Irans ein. Sie fordert die Stärkung der demokratischen Elemente und die Partizipation der Bevölkerung an politischen Entscheidungen. Die Rolle des Islam als Staatsreligion und Maßstab für Gesetze bleibt jedoch unangetastet. Wahied Wahdat-Hagh spricht von "der gesellschaftlichen Institutionalisierung der Diktatur" als Ziel der Partei. Ihr Motto lautet "Iran für alle Iraner".

## Geschichte

### Sanktionen
Der seit 1997 vorherrschende Reformeifer wurde ab 1999 von den konservativ besetzen Institutionen gebremst. Dennoch konnte ein überragender Wahlsieg bei der Parlamentswahl 2000 erzielt werden. Bereits im April 2000 wurde trotz des reformerischen Präsidenten die Parteizeitung der PII Mosharekat verboten. Bei den Parlamentswahlen 2004 untersagte der Wächterrat den Kandidaten der PII die Kandidatur. Ab 2005 kam die Bewegung der PII politisch völlig zum Erliegen.

### Präsidentschaftswahlen seit 2005
Nachdem Mohammad Chatami nach zwei Amtszeiten nicht erneut kandidieren durfte, unterstützte die PII bei den Präsidentschaftswahlen 2005 Mostafa Moin. Auf dem neunten Parteitag im August 2006 wurde Mohsen Mirdamadi zum neuen Generalsekretär gewählt. Mohammad-Reza Chatami war zuvor zurückgetreten. Die PII nimmt gegenüber dem aggressiven Auftreten des iranischen Präsidenten Mahmud Ahmadinedschad und dessen israelfeindlichen Äußerungen eine kritische Position ein. Karim Sadjadpour, Direktor der Iran-Initiative der Carnegie Endowment for International Peace zitiert die PII mit:

“When the country is facing an international crisis, such expressions impose a heavy burden on the country’s political, security and economic interests.”

„Semiramis Akbari“

 Bei den Präsidentschaftswahlen 2009 kandidierte zunächst erneut Mohammad Chatami als aussichtsreichster Reformer. Drei Monate vor den Wahlen trat Chatami aber überraschend von seiner Kandidatur zurück und forderte seine Anhänger auf, den ehemaligen Ministerpräsidenten Mir Hossein Mussawi zu unterstützen. Die PII bekundete daraufhin offiziell ihre Unterstützung Mussawis. Anfang 2020 wurden reformorientierte Parteien wie Mosharektat oder Etemade Melli verboten.